# Horní Smržov
Pour les articles homonymes, voir Smržov.
Horní Smržov (en allemand : Ober Smerschow) est une commune du district de Blansko, dans la Moravie-du-Sud, en République tchèque. Sa population s'élevait à 137 habitants en 2020.

## Géographie
Horní Smržov se trouve à 8 km au nord du centre de Letovice, à 29 km au nord-nord-ouest de Blansko, à 48 km au nord de Brno et à 162 km à l'est-sud-est de Prague.
La commune est limitée par Želivsko et Slatina au nord, par Roubanina et Velké Opatovice à l'est, par Letovice au sud et au sud-ouest, et par Deštná à l'ouest.

## Histoire
La première mention écrite de la localité date de 1317.